# Police Story (mini-série, 1988)
Pour les articles homonymes, voir Police Story (homonymie).
Police Story est une mini-série américaine de 5 téléfilms de 90 minutes, créée par Joseph Wambaugh et diffusée du 29 octobre 1988 au 3 décembre 1988 sur le réseau ABC.
En France, la mini-série été diffusée du 28 juillet 1990 au 18 août 1990 sur Canal+. Rediffusion du 2 mars 1991 au 12 juillet 1991 sur La Cinq.

## Historique
Du 29 octobre au 3 décembre 1988, ABC a diffusé cinq films télévisés Police Story utilisant des scénarios de la série originale pour remplacer les téléfilm du ABC Mystery Movie, dont le tournage avait été retardé par la grève des scénaristes. Les acteurs  Ken Olin, Robert Conrad, Lindsay Wagner, et Jack Warden. sont au casting de ces remakes.

## Synopsis
Cette mini-série est un remake de l'anthologie des années 1970 Police Story, composée d'histoires tirées des archives de la police américaine.

## Épisodes
1. Face à la mort (The Cop Killers) ): remake de l'épisode Stigma ;
2. Une bavure policière (Gladiator School): remake de l'épisode The Broken Badge ;
3. Un choix difficile pour le sergent Wilson (The Watch Commander): remake de l'épisode Trigger Point ;
4. Sous l'uniforme, une femme (Burnout): remake de l'épisode Confessions of a Lady Cop ;
5. Pas si fous les flics de Midwatch (Monster Manor): remake de l'épisode Monster Manor.

## Commentaires
Créée par un ancien policier, Joseph Wambaugh, la série originelle dépeignait de façon très réaliste le travail de la police. Elle connut d'ailleurs un très grand succès aux États-Unis[réf. nécessaire] et donna naissance à deux séries dérivées (spin off) : Sergent Anderson avec Angie Dickinson et Joe Forrester, avec Lloyd Bridges.